# Pierre de Rohan-Gié

Stemma Rohan-Gié.

Pierre de Rohan de Gié (Saint-Quentin-les-Anges, 1451 – Seiches-sur-le-Loir, 22 aprile 1513) è stato un politico e militare francese, maresciallo di Francia e uno degli stretti consiglieri dei re Luigi XI, Carlo VIII e Luigi XII.

## Biografia
Fu allevato in Francia, dal 1461, da Jean de Montauban, suo antenato materno, ammiraglio di Francia che lo introdusse alla corte di Luigi XI. Dopo la morte del suo tutore nel maggio o giugno 1466, il re Luigi, del quale si dimostrerà incrollabile fedele, gli restituisce la signoria familiare di Gié in Champagne, saccheggiata dal cancelliere Rolin, e aggiunge questo nome a quello di Rohan. Partecipò agli assedi di Lectoure e Perpignan nel 1473 a capo di una compagnia di 40 lance. Nel 1474 fu ambasciatore incaricato di far ratificare la pace dal duca di Bretagna Francesco II. Gli fu affidata la guida di una campagna militare nelle Fiandre nel 1479, e con 800 uomini riprese tutti i luoghi che Massimiliano d'Austria aveva precedentemente conquistato.
Partecipò all'incoronazione di Carlo VIII il 30 maggio 1484 mentre portava la spada reale. Membro del consiglio di reggenza, ricoprì un ruolo importante e combatté con successo nel 1487 il duca Carlo di Gheldria e il conte di Nassau; il re gli affidò allora il compito di sorvegliare i confini della Piccardia. Accompagnò il re alla conquista del Regno di Napoli. Nel 1491 ricostruì il castello di la Motte-Glain, nelle Marche di Bretagna. Accompagnò Carlo VIII a Napoli nel 1494. Comandante dell'avanguardia nella battaglia di Fornovo, che l'8 luglio 1495 si concluse una tregua con i Veneziani.
Con l'ascesa di Luigi  XII, nel 1498, il suo credito aumentò. Lo accompagnò in Italia nel 1499, e fu al suo fianco durante l'ingresso solenne che questo principe fece a Genova il 26 aprile 1502. Condivide il potere con il cardinale d'Amboise. In quegli anni commissionò a Michelangelo Buonarroti un David bronzeo che, spedito in Francia, andò poi perduto nel XVIII secolo. 
Gié si ritirò nel suo castello di Sainte-Croix du Verger a Seiches-sur-le-Loir nell'Angiò, dove morì il 22 aprile 1513. È sepolto nella chiesa che aveva fatto costruire a Sainte-Croix.

## Discendenza
Il 20 gennaio 1476 aveva sposato in prime nozze Françoise de Penhoët, viscontessa di Fronsac, signora di La Boëssière, La Marche en Bédée (La Marché), La Motte-Glain, ed ebbe:
- Pietro II (?-1525), militare
- Carlo (1478-1528), signore di Gié e La Marché, conte di Guisa
- Francesco  (1479- 1536), arcivescovo di Lione.

Rimasto vedovo, si risposò nel 1503 con Marguerite d'Armagnac ?-1503), contessa di Guisa, figlia di Jacques d'Armagnac, duca di Nemours e conte delle Marche, e di Luisa d'Angiò. Non ebbero figli.